# Непосредственно Каха. Другой фильм
«Непосредственно Ка́ха. Другой фильм» — российский комедийный фильм режиссёра Виктора Шамирова, написавшего сценарий совместно с Артёмом Калайджяном. Продолжение фильма «Непосредственно Каха» (2020). Артём Карокозян и Артём Калайджян вернулись к ролям Кахи и Серго соответственно. Также в фильме снимались Елена Осипова, Ева Зограбян, Вартан Даниелян, Тамара Турава, Глеб Сипунов, Арам Айрапетян, Яков Кешишян, Георгий Рогонян и другие. По сюжету Каха насилует дочь сочинского криминального авторитета, после чего они с Серго перестают быть друзьями.
Фильм вышел в российский прокат 25 мая 2023 года и собрал 355 млн рублей в прокате. Но 23 августа, уже после окончания основного проката, у фильма было отозвано прокатное удостоверение.

## Сюжет
Каха и Серго грабят автомобили людей, стоящие возле ресторана. Из здания выходит девушка по имени Лаура, которая будучи в нетрезвом виде засыпает у себя в машине. Каха решает её ограбить, а после и изнасиловать, несмотря на попытки Серго его вразумить. На телефон девушки звонит её отец, криминальный авторитет Давид Георгиевич Бабасик, но друзья игнорируют звонок и уезжают. Утром они пытаются сдать украденные драгоценности в ломбард, но владелец занижает расценки. В тот же ломбард приходят люди Бабасика, ищущие вещи его дочери, и друзья сбегают, угнав у бандитов Гелендваген. Те настигают их в торговом центре «МореМолл» и стреляют Серго в голову, в то время как Кахе удаётся сбежать.
Каха решает на время уехать из города, но люди Бабасика его ловят. Бабасик угрожает Кахе расправой за изнасилование дочери, и Каха в слезах пытается отрицать, что это сделал он. Лаура говорит, что её изнасиловал Серго, так как именно его она увидела перед собой, придя в сознание. Пользуясь случаем, Каха решает свалить вину на друга, и Бабасик его отпускает. Перед уходом Каха заявляет о готовности взять ответственность на себя и жениться на Лауре. Под крылом Бабасика Каха становится важным человеком и забывает о своих старых друзьях. Тем временем Серго оказывается жив, но ничего не помнит. Его девушка Джульетта и бомжи с кладбища помогают ему вспомнить свою жизнь. По дороге домой Каха замечает Джульетту, гуляющую с Серго, но думает, что ему показалось.
Серго остаётся ночевать у Джульетты и пугает Каху, придя к нему домой. Так как тот думает, что его друг мёртв, это срабатывает. Наутро гадалка советует Кахе извиниться перед «духом» Серго, когда тот появится снова. Серго вновь приходит ночью, и испуганный Каха признаётся во лжи и просит прощения, но пугается ещё больше, когда «дух» падает с потолка, на котором он был подвешен при помощи верёвки, и убегает. Джульетта пытается убедить Серго заставить Каху ответить за все свои поступки, но Серго оказывается для этого слишком слабохарактерным и решает уехать из города. Утром Каха не без посторонней помощи замечает на потолке верёвку и понимает, что его друг может быть ещё жив. Ереван и Серго решают, что тому надо уезжать в Абхазию.
Серго вновь приходит к Кахе, чтобы попрощаться и простить его. Каха вырубает Серго ударом по лбу и отвозит на кладбище, чтобы там убить и закопать, так как он не желает отказываться от того, чего достиг благодаря Бабасику, не подозревая о том, что их уже ищут его люди. Каха готовится убить друга, и тот, пусть и безуспешно, пытается его отговорить и отказывается прощать. На кладбище приезжает Бабасик со своими людьми, желающий узнать, кто на самом деле изнасиловал Лауру. Каха вновь сваливает вину на друга, а Серго рассказывает правду, обвиняя во всём Каху и Лауру заодно. Тот пытается всё отрицать, но Бабасик стреляет ему в ногу и приказывает убить их обоих. Под давлением обстоятельств Каха просит прощения у Серго, после чего бандиты слышат чужие голоса и открывают огонь, а друзья тем временем сбегают.
Серго прощается с Джульеттой, которая также приехала на кладбище, и вместе с Кахой уезжает на грузовом автомобиле. За ними гонятся бандиты Бабасика, и Серго приходится отбиваться от них всем, что есть в кузове. Герои отрываются от погони, заехав в чащу леса. Когда они доезжают до границы с Абхазией, у грузовика отрывается кабина и дальше приходится идти пешком. Случайный прохожий, оскорблённый замечанием Кахи, стреляет ему в грудь, и того собираются увозить в морг, считая, что он скоро умрёт, но Серго угоняет автомобиль скорой помощи и уезжает в горы. Кахе удаётся выжить, и они с Серго уходят в рассвет.

## Актёрский состав
- Художник по костюмам: Анна Оккерт
- Художник по реквизиту: Эрика Робертс
- Второй режиссёр: Татьяна Григорьева
- Звукорежиссёр: Вячеслав Колесников
- Кастинг-директор: Мария Некрасова
- Режиссёр монтажа: Виктор Шамиров
- Монтаж звука: Владислав Вдовин

- Артём Карокозян — Каха
- Артём Калайджян — Серго
- Тамара Турава — Музыка
- Данил Иванов — Пушкин
- Вартан Даниелян — Ереван
- Ева Зограбян — Джульетта
- Милена Цховребова — мать Кахи
- Левон Арутюнян — Бабасик
- Елена Осипова — Лаура
- Джульетта Степанян — гадалка
- Карен Акопян — священник
- Глеб Сипунов — скупщик
- Ваагн Симонян — отец Джульетты
- Левон Саргсян — доктор
- Михаил Караманян — тип
- Арут Авидян — Франческо

Арам Айрапетян, Яков Кешишян и Георгий Рогонян сыграли сплетников; Константин Богданов, Александр Синюков и Сергей Фролов — бомжей; а Айдамир Недолушко, Зелимхан Кагиров, Максим Полынский, Александр Ивлев и Илья Аджамян — амбалов.

## Премьера
Российская премьера фильма «Непосредственно Каха. Другой фильм» состоялась 19 мая 2023 года в кинотеатре «КИНО МореМолл» в Сочи. Специальные показы также проходили в Нижнем Новгороде (20 мая в кинотеатре «Империя грез Небо»), Москве (22 и 23 мая в кинотеатрах «Каро 11 Октябрь» и «Формула Кино на Кутузовском»), Санкт-Петербурге (24 мая в кинотеатре «Формула Кино Галерея»), Ростове-на-Дону (25 мая в «Горизонт Cinema&Emotion»), Казани (25 мая в «Киномакс»), Краснодаре (26 мая в кинотеатре «Монитор») и Екатеринбурге (26 мая в местном «Киномаксе»). Картина вышла в российский прокат 25 мая, дистрибьютором выступила компания «Централ Партнершип».
С 14 июля фильм стал доступен к просмотру в российских онлайн-кинотеатрах. 23 августа Министерство культуры Российской Федерации отозвало у фильма прокатное удостоверение на основании «обращения и заявления правообладателя», а позднее он был удалён из библиотек онлайн-кинотеатров.

## Приём

### Отзывы и оценки
Большинство критиков проигнорировало выход фильма, от тех немногих, кто написал о нём, фильм получил нейтральные оценки. Журналистка газеты «Metro» Оксана Чертова оценила его положительно: «Самое удивительное, что через весь юмор „на грани“, треш и полную абсурдность сюжета фильм несёт в себе потрясающе добрый позитивный заряд и очередной раз позволяет поверить в то, что добро всё равно всегда побеждает зло». Василий Говердовский написал для «Кинопоиска» отрицательный обзор, назвав главной проблемой обоих фильмов «несовместимость персонажей с предложенными им сюжетами», а главный конфликт сиквела — «чисто формальным, эмоционально выхолощенным». Нейтральные обзоры опубликовал сайт Ivi: по мнению Анны Кравченко «даже самые удачные шуточки звучат грубовато», но фильм — «далеко не худший образец современной народной (даже — простонародной) кино-клоунады». Положительный обзор опубликовал сайт Inteatr: по мнению автора, фильм «порадует зрителей свежими и необычными идеями, талантливой игрой актёров и общей бодрой атмосферой».
Отзывы зрителей, собранные газетой «Аргументы и факты», были отрицательными. Некоторые называли фильм «абсолютным днищем» и «тупым фильмом с тупыми шутками». Скандал вызвала вступительная сцена, в которой Каха насилует спящую девушку, а потом обвиняет её саму в произошедшем. Обсуждение этой сцены в соцсетях привело к ревью-бомбингу и обвалу пользовательской оценки фильма на киносайтах. По состоянию на 3 августа 2023 года, у фильма оценка 2,6 (более 58000 оценок) из 10 возможных, на популярном российском сайте «Кинопоиск»

### Сборы
По состоянию на 30 июля 2023 года «Непосредственно Каха. Другой фильм» собрал 355,5 млн рублей в прокате России и стран СНГ.
«Непосредственно Каха. Другой фильм» вышел в российский прокат в один день с фильмами «Беглец» и «Мой пёс Руни». В первый день проката он собрал 43 млн рублей, на 10 % меньше, чем было у первой части. Георгий Романов из «Бюллетеня кинопрокатчика» предположил, что в свой первый уик-энд картина заработает 120—150 млн рублей. В первый уик-энд «Другой фильм» собрал 152,3 млн рублей, возглавив прокат. Во вторые выходные он сместился на третье место и собрал 52,1 млн рублей, на 65 % меньше.